# Maltese Premier League (2003/2004)
Premier League Malti 2003/2004 (ze względów sponsorskich zwana jako MIA Premier League) – była 89. edycją najwyższej klasy rozgrywkowej piłki nożnej na Malcie.
Brało w niej udział 10 drużyn, które w okresie od 22 sierpnia 2003 do 9 maja 2004 rozegrały 28 kolejek meczów.
Tytuł mistrzowski obroniła drużyna Sliema Wanderers zdobywając drugi tytuł z rzędu, a dwudziesty piąty w swojej historii.

## Drużyny
| Uczestnicy poprzedniej edycji | Uczestnicy poprzedniej edycji | Uczestnicy poprzedniej edycji | Uczestnicy poprzedniej edycji |
| --- | ----------------------------- | ----------------------------- | ----------------------------- |
| SLI | Sliema Wanderers              | Sliema                        | 1                             |
| BIR | Birkirkara FC                 | Birkirkara                    | 2                             |
| VAL | Valletta FC                   | Valletta                      | 3                             |
| HIB | Hibernians                    | Paola                         | 4                             |
| PIE | Pietà Hotspurs                | Pietà                         | 5                             |
| MRS | Marsaxlokk FC                 | Marsaxlokk                    | 6                             |
| ĦAM | Ħamrun Spartans               | Ħamrun                        | 7                             |
| FLO | Floriana FC                   | Floriana                      | 8                             |
| Awans z Maltese First Division |                               |                               |                               |
| MSJ | Msida Saint-Joseph            | Msida                         | 1                             |
| BAL | Balzan Youths                 | Balzan                        | 2                             |
| Oznaczenia: - kolumna pierwsza – skróty nazw drużyn, - kolumna trzecia – siedziba klubu, - kolumna czwarta – miejsce zajęte w poprzednim sezonie. |                               |                               |                               |

## Format rozgrywek
Rozgrywki składały się z dwóch faz. W pierwszej drużyny grały ze sobą dwukrotnie, raz u siebie i raz na wyjeździe.
W drugiej fazie liga została podzielona na dwie grupy.
Sześć najlepszych drużyn grających o tytuł oraz miejsca startowe w międzynarodowych rozgrywkach, zaś pozostałe o pozostanie w lidze. Punkty zdobyte w fazie zasadniczej zostały podzielone z zaokrągleniem w górę.

## Faza zasadnicza
| Lp. | Drużyna            | M  | Z  | R | P  | B+ | B- | +/– | Pkt | Kwalifikacja      |  | SLM | BKR | HIB | MXK | FRN | PTA | VLT | BZN | MSD | ĦMR |
| --- | ------------------ | -- | -- | - | -- | -- | -- | --- | --- | ----------------- |  | --- | --- | --- | --- | --- | --- | --- | --- | --- | --- |
| 1   | Sliema Wanderers   | 18 | 13 | 2 | 3  | 37 | 15 | +22 | 41  | grupa mistrzowska |  |     | 0–1 | 0–0 | 2–1 | 4–1 | 1–3 | 1–0 | 4–2 | 1–4 | 4–0 |
| 2   | Birkirkara         | 18 | 11 | 2 | 5  | 41 | 18 | +23 | 35  | grupa mistrzowska |  | 0–1 |     | 2–4 | 3–2 | 0–2 | 5–1 | 4–1 | 3–0 | 0–0 | 3–0 |
| 3   | Hibernians         | 18 | 10 | 4 | 4  | 31 | 25 | +6  | 34  | grupa mistrzowska |  | 0–2 | 2–1 |     | 3–2 | 2–4 | 0–0 | 2–2 | 2–1 | 1–0 | 2–1 |
| 4   | Marsaxlokk         | 18 | 9  | 4 | 5  | 30 | 22 | +8  | 31  | grupa mistrzowska |  | 2–2 | 0–1 | 3–2 |     | 0–0 | 1–0 | 2–1 | 5–1 | 2–0 | 1–1 |
| 5   | Floriana           | 18 | 7  | 6 | 5  | 33 | 26 | +7  | 27  | grupa mistrzowska |  | 0–2 | 2–1 | 1–2 | 1–2 |     | 1–1 | 1–1 | 2–2 | 2–1 | 4–1 |
| 6   | Pietà Hotspurs     | 18 | 7  | 6 | 5  | 28 | 25 | +3  | 27  | grupa mistrzowska |  | 0–3 | 2–3 | 2–1 | 1–1 | 1–1 |     | 3–3 | 2–1 | 1–1 | 4–0 |
| 7   | Valletta           | 18 | 6  | 5 | 7  | 27 | 29 | −2  | 23  | grupa spadkowa    |  | 0–3 | 0–0 | 2–4 | 2–0 | 2–1 | 1–2 |     | 1–2 | 3–1 | 2–0 |
| 8   | Balzan Youths      | 18 | 5  | 3 | 10 | 22 | 37 | −15 | 18  | grupa spadkowa    |  | 1–3 | 0–1 | 1–0 | 2–4 | 1–5 | 2–0 | 1–2 |     | 2–1 | 1–0 |
| 9   | Msida Saint-Joseph | 18 | 2  | 4 | 12 | 18 | 35 | −17 | 10  | grupa spadkowa    |  | 0–1 | 1–7 | 2–3 | 0–1 | 2–4 | 0–2 | 0–2 | 1–1 |     | 2–2 |
| 10  | Ħamrun Spartans    | 18 | 0  | 4 | 14 | 11 | 46 | −35 | 4   | grupa spadkowa    |  | 0–3 | 0–6 | 1–2 | 0–1 | 1–1 | 0–3 | 2–2 | 1–1 | 0–2 |     |

1. ↑  Mecz 5. kolejki między Msida Saint-Joseph, a Pietà Hotspurs został zweryfikowany jako walkower 0-2 dla Pietà, ponieważ Msida wystawiła nieuprawnionego zawodnika. Wynik na boisku 2-0[2].

## Faza finałowa
| Top Six  |                         |    |    |   |    |    |    |     |    |                                             |     |     |     |     |     |     |     |     |     |     |     |
| 1        | Sliema Wanderers (M, P) | 28 | 20 | 3 | 5  | 61 | 27 | +34 | 43 | Liga Mistrzów UEFA • I runda kwalifikacyjna |     |     | 2–2 | 3–1 | 3–1 | 2–1 | 4–1 |     |     |     |     |
| 2        | Birkirkara              | 28 | 17 | 5 | 6  | 59 | 30 | +29 | 39 | Puchar UEFA • I runda kwalifikacyjna        |     | 2–1 |     | 3–1 | 1–3 | 1–1 | 2–0 |     |     |     |     |
| 3        | Hibernians              | 28 | 16 | 4 | 8  | 47 | 38 | +9  | 35 | Puchar Intertoto UEFA (2004)                |     | 3–0 | 0–1 |     | 0–3 | 1–0 | 3–1 |     |     |     |     |
| 4        | Marsaxlokk              | 28 | 12 | 6 | 10 | 46 | 39 | +7  | 27 | Puchar UEFA • I runda kwalifikacyjna        |     | 0–2 | 3–4 | 1–4 |     | 0–0 | 0–0 |     |     |     |     |
| 5        | Pietà Hotspurs          | 28 | 9  | 9 | 10 | 40 | 40 | 0   | 23 |                                             |     | 1–5 | 1–1 | 0–1 | 2–0 |     | 2–3 |     |     |     |     |
| 6        | Floriana                | 28 | 8  | 7 | 13 | 41 | 51 | −10 | 18 |                                             | 0–2 | 0–1 | 1–2 | 1–5 | 1–4 |     |     |     |     |     |     |
| Play-Out |                         |    |    |   |    |    |    |     |    |                                             |     |     |     |     |     |     |     |     |     |     |     |
| 7        | Valletta                | 24 | 11 | 5 | 8  | 41 | 33 | +8  | 27 |                                             |     |     |     |     |     |     |     |     | 1–3 | 3–1 | 3–0 |
| 8        | Msida Saint-Joseph      | 24 | 6  | 5 | 13 | 32 | 42 | −10 | 18 |                                             |     |     |     |     |     |     | 0–1 |     | 2–1 | 3–3 |     |
| 9        | Balzan Youths (S)       | 24 | 7  | 3 | 14 | 28 | 51 | −23 | 15 | Spadek do Maltese First Division            |     |     |     |     |     |     |     | 0–5 | 0–3 |     | 2–0 |
| 10       | Ħamrun Spartans (S)     | 24 | 0  | 5 | 19 | 16 | 60 | −44 | 3  | Spadek do Maltese First Division            |     |     |     |     |     |     |     | 0–1 | 1–3 | 1–2 |     |

1. ↑  Marsaxlokk zakwalifikował się do Puchar UEFA jako finalista Pucharu Malty.

## Najlepsi strzelcy
| Bramki | Strzelcy          | Drużyna                       |
| ------ | ----------------- | ----------------------------- |
| 19     | Danilo Dončić     | Sliema Wanderers              |
| 15     | Etienne Barbara   | Marsaxlokk                    |
| 14     | Michael Galea     | Birkirkara                    |
| 13     | Daniel Bogdanović | Sliema Wanderers / Marsaxlokk |
| 13     | Daniel Nwoke      | Msida Saint-Joseph            |
| 10     | Gilbert Agius     | Valletta                      |
| 10     | Haruna Doda       | Birkirkara                    |
| 10     | Ivan Woods        | Pietà Hotspurs                |
| 10     | Stefan Giglio     | Sliema Wanderers              |
| 9      | Olumuyiwa Aganun  | Msida Saint-Joseph            |
| 9      | Stefan Zahra      | Balzan Youths                 |

Źródło: 

## Stadiony
| Ta’ QaliCentenaryHibernians GroundVictor · Tedesco | Ta’ Qali         | Ta’ Qali          | Paola             | Marsa                  |
| Ta’ QaliCentenaryHibernians GroundVictor · Tedesco | Ta’ Qali Stadium | Centenary Stadium | Hibernians Ground | Victor Tedesco Stadium |
| Ta’ QaliCentenaryHibernians GroundVictor · Tedesco |                  |                   |                   |                        |

Źródło: 